# Делтоиден икоситетраедър
Делтоидният икоситетраедър е Каталаново тяло. Дуалният многостен е ромбикубоктаедър. Лицата са делтоиди.

## Размери
Лицата са 24 на брой. Късите и дългите ръбове на всеки делтоид са в отношение грубо 1:1.292.
Ако най-малките ръбове имат дължина 1 (единица), то площта на повърхността е {\displaystyle \scriptstyle {6{\sqrt {29-2{\sqrt {2}}}}}}, а обемът {\displaystyle \scriptstyle {\sqrt {122+71{\sqrt {2}}}}}.

## Свързани многостени
Делтоидният икоситетраедър е топологически еквивалентен на куб, чиито лица са разделени на квадранти.
Големият триделен октаедър е стелация на делтоидния икоситетраедър.